# Liste der Monuments historiques in Eschau
Die Liste der Monuments historiques in Eschau führt die Monuments historiques in der französischen Gemeinde Eschau auf.

## Liste der Bauwerke
| Bezeichnung               | Beschreibung                                                                                         | Standort                                       | Kennzeichnung | Schutzstatus | Datum | Bild           |
| ------------------------- | --- | ---------------------------------------------- | ------------- | ------------ | ----- | -------------- |
| Hôtel-restaurant Au Cygne | Fachwerkhaus des 18. Jahrhunderts, außen modernisiert; im ersten Obergeschoss Deckenmalerei von 1794 | 38, rue de la Première Division Blindée (Lage) | PA67000003    | Inscrit      | 1996  | weitere Bilder |
| Abteikirche St-Trophime   | mit vier Holzskulpturen; romanische Basilika, 10. oder 11. Jahrhundert                               | Rue de la Première Division Blindée (Lage)     | PA00084707    | Classé       | 1998  | weitere Bilder |

## Liste der Objekte
| Bezeichnung                                             | Beschreibung                                                  | Standort                              | Kennzeichnung | Schutzstatus | Datum | Bild           |
| ------------------------------------------------------- | ------------------------------------------------------------- | ------------------------------------- | ------------- | ------------ | ----- | -------------- |
| Grabdenkmal für Samson Kieffer                          | Sandstein, 1606                                               | in der Abteikirche St-Trophime (Lage) | PM67000078    | Classé       | 1975  |                |
| Skulptur Heilige Katharina von Alexandria               | Holz, farbig gefasst und vergoldet, Ende des 15. Jahrhunderts | in der Abteikirche St-Trophime (Lage) | PM67000070    | Classé       | 1969  | weitere Bilder |
| Skulptur Heiliger Christophorus mit Jesuskind           | Holz, farbig gefasst und vergoldet, um 1500                   | in der Abteikirche St-Trophime (Lage) | PM67000072    | Classé       | 1969  | weitere Bilder |
| Skulptur Heiliger Remigius von Reims                    | Holz, farbig gefasst und vergoldet, um 1480                   | in der Abteikirche St-Trophime (Lage) | PM67000073    | Classé       | 1969  | weitere Bilder |
| Skulpturengruppe Heilige Sophia mit ihren drei Töchtern | Lindenholz, farbig gefasst und vergoldet, um 1470             | in der Abteikirche St-Trophime (Lage) | PM67000074    | Classé       | 1969  | weitere Bilder |
| Kelch und Patene                                        | Silber vergoldet, zweite Hälfte des 17. Jahrhunderts          | in der Abteikirche St-Trophime (Lage) | PM67000068    | Classé       | 1969  |                |
| Skulptur Heiliger Sebastian                             | Holz, Anfang des 16. Jahrhunderts                             | in der Abteikirche St-Trophime (Lage) | PM67000069    | Classé       | 1969  | weitere Bilder |
| Grabdenkmal für Friedrich Casimir von Rathsamhausen     | Sandstein, 1706                                               | in der Abteikirche St-Trophime (Lage) | PM67000079    | Classé       | 1975  |                |
| Skulptur Heiliger Trophimus                             | Holz, farbig gefasst, 18. Jahrhundert                         | in der Abteikirche St-Trophime (Lage) | PM67001256    | Inscrit      | 1974  | weitere Bilder |
| Skulptur Heilige Barbara                                | Holz, farbig gefasst, um 1500                                 | in der Abteikirche St-Trophime (Lage) | PM67000071    | Classé       | 1969  | weitere Bilder |
| Skulptur Haupt von Johannes dem Täufer                  | Holz, farbig gefasst, 16. Jahrhundert                         | in der Abteikirche St-Trophime (Lage) | PM67000075    | Classé       | 1969  |                |
| Schrein der heiligen Sophia                             | Sandstein, bemalt, 14. Jahrhundert                            | in der Abteikirche St-Trophime (Lage) | PM67000076    | Classé       | 1969  | weitere Bilder |
| Grabdenkmal für Minelda Hueffel                         | Sandstein, 1473                                               | in der Abteikirche St-Trophime (Lage) | PM67000077    | Classé       | 1975  |                |
| Pietà                                                   |                                                               | im katholischen Pfarrhaus (Lage)      | PM67001606    | Inscrit      | 1976  |                |